# П'єдрабуена
П'єдрабуена (ісп. Piedrabuena) — муніципалітет в Іспанії, у складі автономної спільноти Кастилія-Ла-Манча, у провінції Сьюдад-Реаль. Населення — 4809 осіб (2010).
Муніципалітет розташований на відстані близько 160 км на південь від Мадрида, 21 км на захід від Сьюдад-Реаля.
На території муніципалітету розташовані такі населені пункти: (дані про населення за 2010 рік)
- Ель-Алькорнокаль: 193 особи
- П'єдрабуена: 4616 осіб

## Демографія
Динаміка населення (INE ):

## Галерея зображень

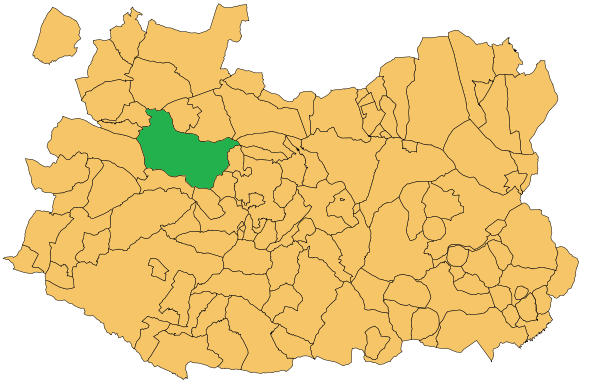
Розташування муніципалітету у провінції Сьюдад-Реаль